# Modelo de triple riesgo delictivo
El Modelo de triple riesgo delictivo (TRD) fue creado por Santiago Redondo y publicado en el año 2008. Pretende definir la estructura metateórica global integrando distintos procesos y explicaciones de la etiología de la delincuencia, partiendo de otros modelos integrados que explican los factores de riesgo para el delito. Este considera que no hay una única causa para el delito sino que son múltiples. Además, tiene tres objetivos: 
- Crear o construir o concepto de delincuencia.
- Ordenar de forma parsimoniosa los factores de riesgo y de protección en tres.
- Propone un plan sistemático de investigación.

Contempla tres fuentes de riesgo y son:
1. Riesgos personales, o características individuales susceptibles de dificultar los procesos ordinarios de socialización, como los siguientes: déficits neurológicos/endocrinos, impulsividad elevada, propensión a la búsqueda de estimulación, pobres habilidades interpersonales, creencias antisociales, dependencia a drogas, o victimización infantil.
2. Carencias en apoyo prosocial experimentados por los sujetos que dificultan sus procesos de socialización, como las siguientes: privaciones en la familia de origen (crianza inapropiada, pobreza, conflictos), desvinculación escolar, amigos delincuentes, exposición a violencia simbólica, vivir en barrios carentes de servicios, estrés y conflictos, internamientos prolongados (centros juveniles, prisiones…).
3. Exposición de una persona a oportunidades delictivas o situaciones y estímulos, físicos y sociales, facilitadores de conductas infractoras. Por ejemplo: provocaciones agresivas, diseño urbano criminógeno (escasa iluminación, alta densidad poblacional, anonimato), contextos próximos a zonas degradadas o de ocio, propiedades expuestas y víctimas desprotegidas. Se considera que los factores de riesgo para el delito correspondientes a las fuentes etiológicas aludidas son por lo común dimensionales (no dicotómicos); es decir, cada factor de riesgo, según su magnitud, influiría sobre un individuo con intensidad criminógena variable.

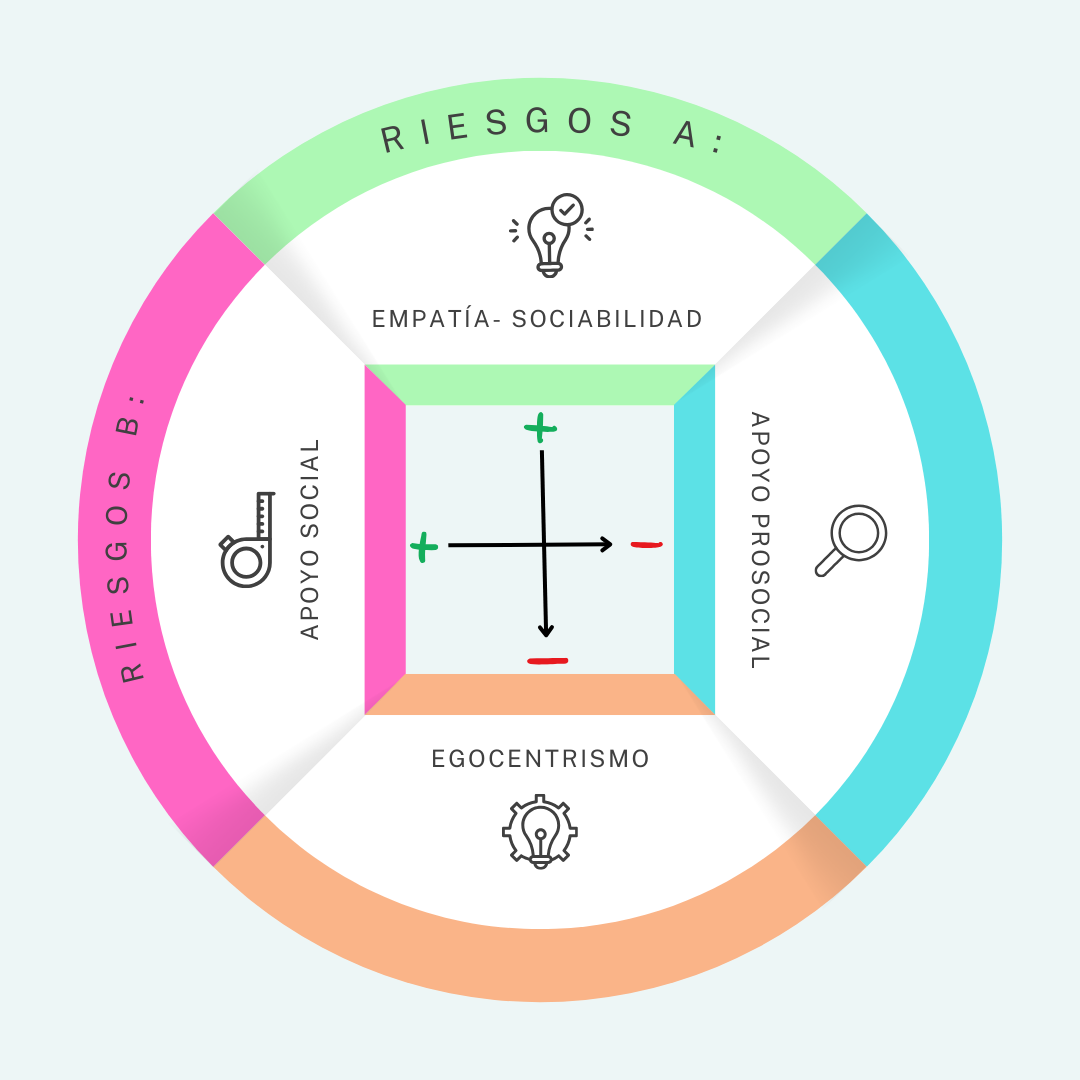

Dicho modelo asegura que ninguno de los anteriores factores son suficientes por sí mismos para explicar el delito cometido, lo realmente importante es la interacción entre cada uno de ellos. Esto viene a decir que si una persona tiene factores de riesgo favorables a la conducta delictiva y poco apoyo prosocial, mayor probabilidad de desencadenar procesos criminógenos tendrá.
El modelo de triple riesgo parte de diferentes postulados:
- Postulado 1: Dimensiones continuas de riesgo
Cada comportamiento tiene su conducta prosocial y antisocial. Ejemplos de ello son el egoísmo y la empatía, la impulsividad y el autocontrol, etc.
- Postulado 2: Tres fuentes de riesgo: personal, apoyo prosocial y oportunidades delictivas
Se trata de las fuentes anteriormente formuladas. 
- Postulado 3: Riesgo Individual de conducta antisocial
Parte de la combinación de las tres fuentes anteriores, ponderando posteriormente el riesgo de delincuencia de dicha persona. Si como resultado de dicha combinación nos da un resultado positivo, dicha persona tendrá mayor probabilidad de conducta antisocial y si es negativo, tendrá más probabilidad de conducta prosocial.
- Postulado 4: El riesgo social de delincuencia y su prevención
El modelo de triple riesgo puede extrapolarse también al plano social, es decir, prevención de la delincuencia de grupos y sociedades. En este contexto adquiere gran importancia el apoyo social en su presencia junto con las características personales. De dicha mezcla aparecen varias situaciones: 
- Personal positivo y apoyo social positivo = el sujeto tendrá menos oprtunidad para delinquir
- Personal positivo y apoyo social negativo = sujeto no mostrará motivación delictiva
- Personal negativo y apoyo social negativo = individuo con gran probabilidad para delinquir
- Personal negativo y apoyo social positivo = habrá poca delincuencia, pero la que haya será muy peligrosa

Por último, cabe destacar que el TRD presenta una serie de propuestas: 
1. Presenta un sistema operativo para estimar el riesgo de conducta antisocial de individuos concretos
2. Organiza todas las dimensiones de riesgo en tres fuentes (personales, apoyo prosocial y oportunidades delictivas) las cuales se interrelacionan entre sí
3. Propone que la motivación antisocial de una persona proviene de la interrelación de dichas fuentes de riesgo
4. A la motivación antisocial se le debe añadir para una mejor estimación del riesgo delictivo la influencia de las dimensiones de tipo C (oportunidades delictivas)
5. Elaboración de riesgos de una sociedad junto a una posterior prevención delictual, todo ello en base a la mejora del apoyo social de los ciudadanos en el plano familiar, grupal, institucional, etc.